# کریس کاپلر
کریس کاپلر (انگلیسی: Chris Kappler؛ زادهٔ ۹ فوریهٔ ۱۹۶۷) سوارکار پرش اهل ایالات متحده آمریکا بود.